# Otto Adelby
Allan Otto Emanuel Adelby, ursprungligen Nilsson, född 26 mars 1892 i Stockholm, död där 22 maj 1974, var en svensk statistskådespelare.
Adelby arbetade civilt som posttjänsteman men han medverkade i drygt 60 filmproduktioner i mindre roller eller som statist. Han är begravd på Norra begravningsplatsen utanför Stockholm.

## Filmografi
- 1952 – Blondie, Biffen och Bananen
- 1949 – Flickan från tredje raden
- 1949 – Janne Vängman på nya äventyr
- 1949 – Hur tokigt som helst
- 1948 – Musik i mörker
- 1947 – Folket i Simlångsdalen
- 1947 – Tösen från Stormyrtorpet
- 1947 – Sången om Stockholm
- 1947 – Lata Lena och blåögda Per
- 1946 – Hotell Kåkbrinken
- 1946 – Kristin kommenderar
- 1946 – Johansson och Vestman
- 1946 – Stiliga Augusta
- 1945 – Den allvarsamma leken
- 1945 – Den glade skräddaren
- 1945 – Kungliga patrasket
- 1945 – Idel ädel adel
- 1944 – På farliga vägar
- 1944 – Kejsarn av Portugallien
- 1944 – Fattiga riddare
- 1943 – Katrina
- 1943 – Anna Lans
- 1943 – Hans Majestäts rival
- 1942 – Lyckan kommer
- 1942 – I gult och blått
- 1942 – Sexlingar
- 1942 – Jacobs stege
- 1941 – Göranssons pojke
- 1940 – Romans
- 1940 – Familjen Björck
- 1940 – Blyge Anton
- 1939 – Melodin från Gamla Stan
- 1939 – Rena rama sanningen
- 1939 – Efterlyst
- 1939 – Frun tillhanda
- 1938 – Bara en trumpetare
- 1937 – Familjen Andersson
- 1937 – En flicka kommer till sta'n
- 1936 – Johan Ulfstjerna
- 1936 – Bombi Bitt och jag
- 1936 – Alla tiders Karlsson

### Fotnoter
1. 1 2  ”Otto Adelby”. Svensk Filmdatabas. http://www.sfi.se/sv/svensk-filmdatabas/Item/?type=PERSON&itemid=62393&ref=%2ftemplates%2fSwedishFilmSearchResult.aspx%3fid%3d1225%26epslanguage%3dsv%26searchword%3dotto+adelby%26type%3dPerson%26match%3dBegin%26page%3d1%26prom%3dFalse. Läst 17 september 2012.
2. ↑  SvenskaGravar